# Phytomyza osmorhizae
Phytomyza osmorhizae är en tvåvingeart som beskrevs av Spencer 1969. Phytomyza osmorhizae ingår i släktet Phytomyza och familjen minerarflugor. Inga underarter finns listade i Catalogue of Life.